# Sergei Kudrjawzew
Sergei Wiktorowitsch Kudrjawzew (russisch Сергей Викторович Кудрявцев; * 5. April 1995 in Ust-Kamenogorsk) ist ein kasachischer Eishockeytorwart, der seit 2021 bei Juschny Ural Orsk aus der Wysschaja Hockey-Liga unter Vertrag steht.

## Karriere
Kudrjawzew begann seine Karriere in der Nachwuchsabteilung von Torpedo Ust-Kamenogorsk aus seiner Heimatstadt, für den er 2013 in der kasachischen Liga debütierte. Nachdem er 2016/17 für den Klub auch in der Wysschaja Hockey-Liga gespielt hatte, wechselte er 2017 zum kasachischen KHL-Klub Barys Astana, der sich nach der Umbenennung der Stadt Astana von 2019 bis September 2022 Barys Nur-Sultan nannte. Dort wurde er überwiegend in dessen Farmteam Nomad Nur-Sultan eingesetzt. Lediglich in der Spielzeit 2017/18 absolvierte er eine zweistellige Anzahl an KHL-Spielen. In der Spielzeit 2018/19 stand er zudem auch für den HK Saryarka Karaganda in der Wysschaja Hockey-Liga im Tor. 2021 wechselte er zu Juschny Ural Orsk in die Wysschaja Hockey-Liga.

### International
Kudrjawzew vertrat Kasachstan erstmals beim U20-Turnier des IIHF Challenge Cup of Asia 2014, bei dem er mit seiner Mannschaft Zweiter hinter einer Auswahl der Molodjoschnaja Chokkeinaja Liga wurde. Zudem vertrat er Kasachstan bei den Winter-Universiaden 2015, 2017 und 2019, wobei 2015 und 2017 jeweils der zweite Platz hinter der russischen Studentenauswahl und 2019 der vierte Platz erreicht wurde.
Für die Herren-Nationalmannschaft spielte Kudrjawzew erstmals bei den Winter-Asienspielen 2017 im japanischen Sapporo, die er mit seiner Mannschaft gewinnen konnte. Im selben Jahr wurde er für die Weltmeisterschaft 2017 in der Division I nominiert, wurde dort jedoch nicht eingesetzt. Zu seinem bisher einzigen WM-Einsatz kam er bei der Weltmeisterschaft 2019, als er beim abschließenden 3:1-Erfolg in der Division I gegen Ungarn anstelle von Stammtorwart Henrik Karlsson spielte. Bei der Weltmeisterschaft 2022 gehörte er erstmals zum kasachischen Kader in der Top-Division, kam aber zu keinem Einsatz. Zudem vertrat er seine Farben bei der Olympiaqualifikation für die Winterspiele in Peking 2022.

## Erfolge und Auszeichnungen
- 2014 Silbermedaille beim U20-Turnier des IIHF Challenge Cup of Asia
- 2015 Silbermedaille bei der Winter-Universiade
- 2017 Silbermedaille bei der Winter-Universiade
- 2017 Gewinn der Winter-Asienspiele
- 2019 Aufstieg in die Top-Division bei der Weltmeisterschaft der Division I, Gruppe A

## KHL-Statistik
(Legende zur Torhüterstatistik: GP oder Sp = Spiele insgesamt; W oder S = Siege; L oder N = Niederlagen; T oder U oder OT = Unentschieden oder Overtime- bzw. Shootout-Niederlage; Min. = Minuten; SOG oder SaT = Schüsse aufs Tor; GA oder GT = Gegentore; SO = Shutouts; GAA oder GTS = Gegentorschnitt; Sv% oder SVS% = Fangquote; EN = Empty Net Goal; 1 Play-downs/Relegation; Kursiv: Statistik nicht vollständig)